# Gare de Templeuve (France)
Pour les articles homonymes, voir Gare de Templeuve.
La gare de Templeuve est une gare ferroviaire française des lignes de Fives à Hirson et de Templeuve à Don - Sainghin, située sur le territoire de la commune de Templeuve-en-Pévèle, dans le département du Nord, en région Hauts-de-France.
Elle est mise en service en 1870 par la Compagnie des chemins de fer du Nord. C'est une gare de la Société nationale des chemins de fer français (SNCF), desservie par des trains express régionaux du réseau TER Hauts-de-France.

## Situation ferroviaire
Établie à 44 mètres d'altitude, la gare de Templeuve est située au point kilométrique (PK) 14,313 de la ligne de Fives à Hirson, entre les gares ouvertes d'Ennevelin et de Nomain. C'est une ancienne gare de bifurcation, origine de la ligne de Templeuve à Don - Sainghin (fermée).

## Histoire
Dès 1855, est émise l'idée de joindre Lille et Strasbourg par un chemin de fer passant à Valenciennes. En 1864, le maire de Templeuve, Eugène Baratte, réussit à faire modifier le projet pour qu'il passe par sa commune. L'emplacement de la « station de Templeuve », proposé par la Compagnie anonyme du chemin de fer de Lille à Valenciennes, est fixé par la décision du 5 juin 1867. La construction est terminée en 1869. La mise en service, par la Compagnie des chemins de fer du Nord, a lieu lors de l'ouverture de la section de Lille à Valenciennes, le 22 juin 1870.
Le premier bâtiment voyageurs (BV) est une petite construction, réalisée par la Compagnie du chemin de fer de Lille à Valenciennes. Elle est constituée d'un bâtiment symétrique, avec un corps central à étage de deux travées sous bâtière transversale, encadré par deux ailes sans étage de deux travées sous bâtière longitudinale. Tous les pignons sont munis d'oculi. Ce type de BV, qui présente une forte ressemblance avec les BV de type B des Chemins de fer de l'Est, se retrouvait également à Lesquin, Orchies, Saint-Amand-les-Eaux, Vicoigne et Rosult ; pas un seul n'a survécu à la Première Guerre mondiale ou encore aux démolisseurs.
En 1883, des travaux sont entrepris pour l'amélioration des voies de garage. En 1891, débutent les travaux de la ligne de Templeuve à Don - Sainghin ; son inauguration, réalisée le 10 janvier 1894, permet à Templeuve de devenir une gare de bifurcation.
La gare originelle n'a pas survécu à la Première Guerre mondiale ; elle est remplacée par un nouveau bâtiment durant l'entre-deux-guerres.
En 1953, la SNCF ferme le trafic voyageurs entre Templeuve et Pont-à-Marcq.
En 2014, les alentours de la gare sont réaménagés en pôle d'échanges, avec un parking, un petit parc et un arrêt de bus. À cette occasion, une ancienne usine et la grande halle à marchandises furent rasées.
En décembre 2019, l'application du « service annuel 2020 » devait entraîner la suppression de 17 des 72 dessertes quotidiennes de TER (notamment des trains aux heures de pointe), malgré une pétition qui a recueilli 6 000 signatures d'usagers. En réaction, le maire de la commune, Luc Monnet, présente sa démission au préfet le 15 novembre. Finalement, deux arrêts, le matin, sont rétablis en janvier 2020.
Selon les estimations de la SNCF, la fréquentation annuelle de la gare est de 662 620 voyageurs en 2023. Ce nombre est de 593 652 en 2022, 482 148 en 2021, 451 953 en 2020, 738 654 en 2019, 675 777 en 2018, 650 435 en 2017, 583 486 en 2016 et 564 443 en 2015.

## Service des voyageurs

### Accueil
Gare de la SNCF, elle dispose d'un bâtiment voyageurs, avec guichet, ouvert du lundi au samedi et fermé les dimanches et jours fériés. Elle est équipée d'automates pour l'achat de titres de transport.
Un souterrain permet l'accès au quai central.

### Desserte
Templeuve est desservie par des trains régionaux TER Hauts-de-France, effectuant des missions omnibus de type C60 reliant Lille-Flandres à Valenciennes.
En semaine, deux trains semi-directs de type K61 à destination de Lille desservent la gare le matin en heure de pointe, et un de type K60 dans l'autre sens en fin de journée.

### Intermodalité
Un parc pour les vélos et un parking sont aménagés aux abords de la gare. En outre, elle est desservie par des autocars du réseau régional Arc-en-Ciel.

## Patrimoine ferroviaire
Le premier bâtiment voyageurs fut détruit lors de la Première Guerre mondiale, et remplacé par un bâtiment standard de type « reconstruction ». Ce second bâtiment est toujours utilisé.
Il possède une longue aile de service, occupée en partie par une salle d'attente, et un corps de logis situé sur la droite, servant de logement de fonction pour le chef de gare. La façade, en briques rouges, possède des frises et des bandeaux de briques blanches et rouges qui la rythment, en reliant les arcs bombés des portes et fenêtres.